# Mads Pfeiffer
Mads Pfeiffer Olsen er en dansk fodboldspiller, der spiller for Roskilde KFUM i Danmarksserien.

## Karriere
Han skrev i juni 2012 under på en treårig forlængelse af kontrakten.
Den 5. december 2013 meddelte HB Køge, at de havde opsagt den unge midtbanespillers kontrakt et halvt år før hans kontrakt ville udløbe.
I starten af 2014 skiftede Pfeiffer til Roskilde KFUM.